# Коссоньо
Коссоньо (італ. Cossogno, п'єм. Cosseugn) — муніципалітет в Італії, у регіоні П'ємонт,  провінція Вербано-Кузіо-Оссола.
Коссоньо розташоване на відстані близько 570 км на північний захід від Рима, 135 км на північний схід від Турина, 19 км на північ від Вербанії.
Населення — 638 осіб (2014).
Щорічний фестиваль відбувається 13 листопада. Покровитель — San Brizio.

## Демографія
Населення за роками:

Станом на 1 січня 2023 року в муніципалітеті офіційно проживало 25 іноземців з 13 країн, серед них 10 громадян країн Євросоюзу та 3 громадяни України.

## Сусідні муніципалітети
- Курсоло-Орассо
- Малеско
- М'яццина
- Премозелло-Кьовенда
- Сан-Бернардіно-Вербано
- Тронтано
- Вербанія